# Frank Wood
Frank Wood (* 10. Februar 1960 in Lincoln, Massachusetts) ist ein US-amerikanischer Schauspieler. 1999 wurde er mit dem Tony Award ausgezeichnet.

## Frühe Jahre
Frank Wood wurde als eines von drei Kindern des Politikwissenschaftlers und ehemaligen US-Bauministers Robert Coldwell Wood (1923–2005) in Lincoln, im US-Bundesstaat Massachusetts, geboren. Dort wuchs er nach der Zeit seines Vaters in der Politik auch auf. Seine Schwester Maggie Hassan folgte dem Vater in die Politik und ist seit 2017 Senatorin für den Bundesstaat New Hampshire. Wood besuchte die Buxton School in Williamstown und machte 1984 seinen Bachelorabschluss an der Wesleyan University, an der der Vater selbst eine Zeit lang unterrichtete. Anschließend erlangte er den Master of Fine Arts von der New York University. Früh stand sein Entschluss fest Schauspieler zu werden.

## Karriere
Frank Wood übernahm 1998 mit einem Gastauftritt in der Serie Law & Order seine erste Rolle vor der Kamera. 1999 wurde er für seine Rolle im Theaterstück Side Man mit dem Tony Award in der Kategorie Bester Hauptdarsteller ausgezeichnet. 2006 wirkte er im Musical Frühlings Erwachen mit. 2008 trat er in Tracy Letts Drama August: Osage County auf. 2010 und 2011 stand er am Off-Broadway für das Stück Angels in America von Autor Tony Kushner auf der Bühne. 2016 trat er in Eugene O’Neills Hughie an der Seite von Forest Whitaker am Broadway auf.
In der Liebeskomödie Den Einen oder Keinen aus dem Jahr 2000 stellte er einen Arzt dar. In der Filmbiografie Pollock stellte er Frank Pollock dar. Im Politthriller Thirteen Days verkörperte er den ehemaligen Nationalen Sicherheitsberater McGeorge Bundy. 2002 trat er in Jim Sheridans In America auf und war zudem im Thriller Im inneren Kreis als Michael Wormly zu sehen. Nach einem Gastauftritt in Ed – Der Bowling-Anwalt, trat er anschließend auch in Third Watch – Einsatz am Limit, Die Sopranos, Criminal Intent – Verbrechen im Visier und Medium – Nichts bleibt verborgen im Fernsehen auf. 2007 war er als Gerald im Film Michael Clayton und als Howard in der Komödie Dan – Mitten im Leben! zu sehen. 2008 übernahm er eine kleine Rolle in der Tragikomödie Synecdoche, New York. 2009 übernahm er die Rolle des Commissioners Sterman im Film Die Entführung der U-Bahn Pelham 123. Von 2009 bis 2009 trat er als Greg in einer Nebenrolle in der Serie Flight of the Conchords zu sehen.
Ab 2010 trat Wood in den Gastrollen in den Serien Bored to Death, Lights Out, Modern Family, Grey’s Anatomy, Good Wife, Elementary, Blue Bloods – Crime Scene New York, The Divide, Younger, Girls, Mozart in the Jungle und The Blacklist auf. Von 2014 bis 2015 trat er in der Serie The Knick in der Rolle des Mr. Havershorn auf. 2016 spielte er einer Nebenrolle in der HBO-Serie The Night Of – Die Wahrheit einer Nacht auf. Von 2016 bis 2017 war er als Ed Koch in der Serie The Get Down zu sehen.
2016 trat er als Scottie Nevins in einer Nebenrolle im Schatzsucherfilm Gold – Gier hat eine neue Farbe auf. 2017 spielte er einen Richter im Filmdrama Detroit. 2018 lieh er einer Maschine in Wes Andersons Animationsfilm Isle of Dogs – Ataris Reise seine Stimme. 2019 übernahm er in einer Rückblicksszene als Dr. Stoner eine kleine Rolle in Todd Phillips’ Joker.

## Filmografie (Auswahl)
- 1998: Law & Order (Fernsehserie, Episode 9x06)
- 2000: Den Einen oder Keinen (Down to You)
- 2000: Schmalspurganoven (Small Time Crooks)
- 2000: Pollock
- 2000: Thirteen Days
- 2001: Ed – Der Bowling-Anwalt (Ed, Fernsehserie, Episode 1x10)
- 2001: Die Sopranos (The Sopranos, Fernsehserie, Episode 3x07)
- 2001: Third Watch – Einsatz am Limit (Third Watch, Fernsehserie, Episode 2x18)
- 2001: Die Royal Tenenbaums (The Royal Tenenbaums)
- 2002: In America
- 2002: Im inneren Kreis (People I Know)
- 2002: Criminal Intent – Verbrechen im Visier (Criminal Intent, Fernsehserie, Episode 2x05)
- 2004: Winter Solstice
- 2004: King of Corner
- 2004: Keane
- 2005: Medium – Nichts bleibt verborgen (Medium, Fernsehserie, Episode 1x01)
- 2005: Line of Fire (Fernsehserie, Episode 1x11)
- 2007: Flakes
- 2007: Michael Clayton
- 2007: The Favor
- 2007: Dan – Mitten im Leben! (Dan in Real Life)
- 2007–2009: Flight of the  Conchords (Fernsehserie, 17 Episoden)
- 2008: Der fremde Sohn (Changeling)
- 2008: Synecdoche, New York
- 2009: Die Entführung der U-Bahn Pelham 123 (The Taking of Pelham 123)
- 2010: Bored to Death (Fernsehserie, Episode 2x07)
- 2011: Lights Out (Fernsehserie, Episode 1x05)
- 2012: Modern Family (Fernsehserie, Episode 3x19)
- 2012: Grey’s Anatomy (Fernsehserie, Episode 8x20)
- 2012: Greetings from Tim Buckley
- 2012: Good Wife (The Good Wife, Fernsehserie, Episode 4x02)
- 2012, 2020: Law & Order: Special Victims Unit (Fernsehserie, 2 Episoden)
- 2013: Elementary (Fernsehserie, Episode 1x19)
- 2013: The Newsroom (Fernsehserie, 2 Episoden)
- 2013: Blue Bloods – Crime Scene New York (Blue Bloods, Fernsehserie, Episode 4x05)
- 2014: The Divide (Fernsehserie, Episode 1x05)
- 2014: St. Vincent
- 2014–2015: The Knick (Fernsehserie, 10 Episoden)
- 2016: Younger (Fernsehserie, Episode 2x06)
- 2016: Girls (Fernsehserie, Episode 5x06)
- 2016: The Phenom
- 2016: The Night Of – Die Wahrheit einer Nacht (The Night Of, Miniserie, 4 Episoden)
- 2016: Gold – Gier hat eine neue Farbe (Gold)
- 2016–2017: The Get Down (Fernsehserie, 6 Episoden)
- 2017: Detroit
- 2018: Isle of Dogs – Ataris Reise (Isle of Dogs, Stimme)
- 2018: Mozart in the Jungle (Fernsehserie, 2 Episoden)
- 2019: The Blacklist (Fernsehserie, Episode 6x06)
- 2019: Joker
- 2019: Prodigal Son (Fernsehserie, Episode 1x03)
- 2019–2022: Law & Order: Special Victims Unit (Fernsehserie, 9 Episoden)
- 2020: Lapsis
- 2020: The Accidental Wolf (Miniserie, 2 Episoden)
- 2021: Bull (Fernsehserie, Episode 5x08)
- 2021: Evil: Dem Bösen auf der Spur (Evil, Fernsehserie, Episode 2x07)
- 2021: And Just Like That … (Miniserie, Episode 1x03)
- 2022: She Said
- 2023: Godfather of Harlem (Fernsehserie, Episode 3x03)

## Auszeichnungen (Auswahl)
Tony Award
- 1999: Auszeichnung als Bester Hauptdarsteller für Side Man